# Markus Krane

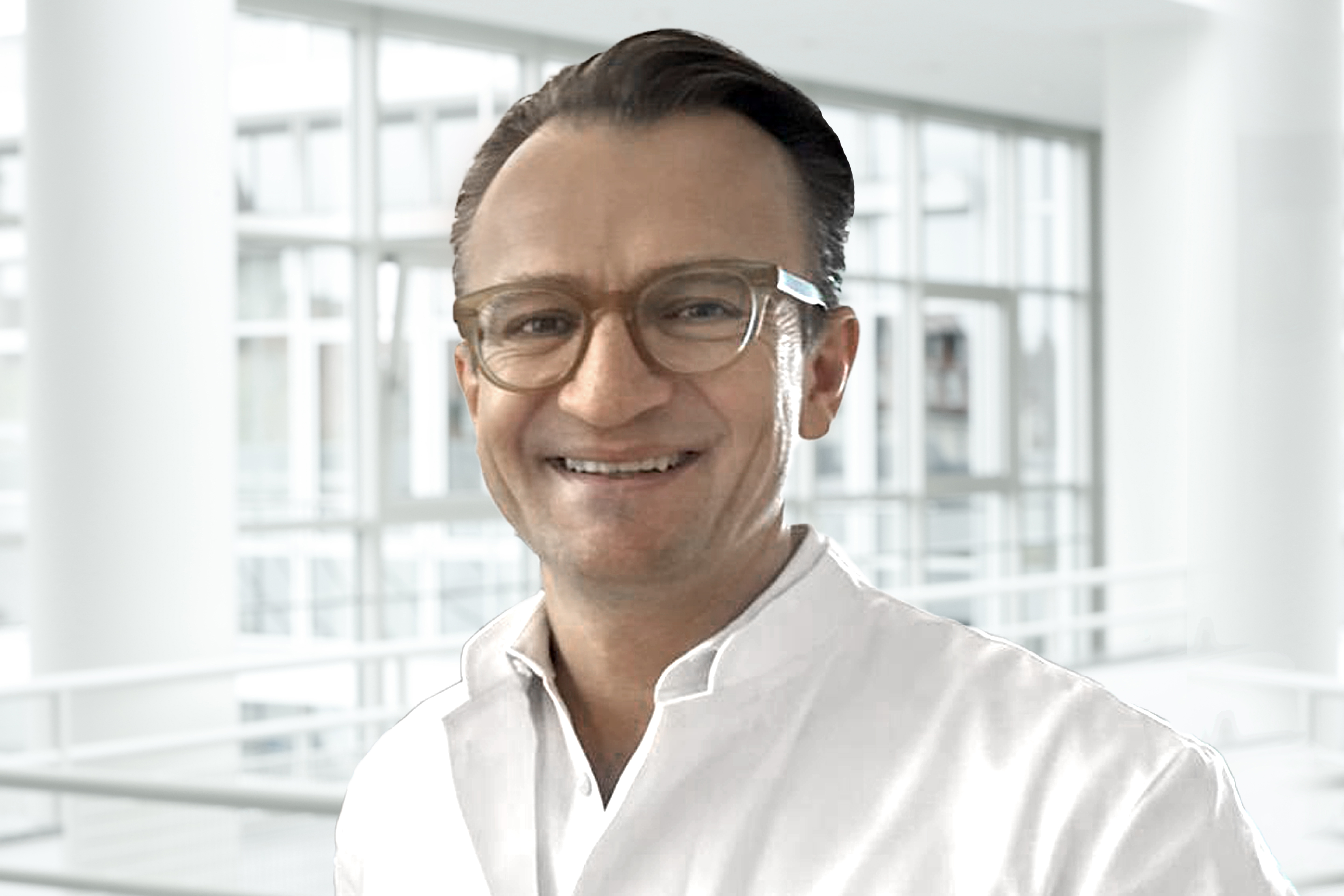
Markus Krane (2023)

Markus Krane (* 21. September 1976) ist ein deutscher Herzchirurg und Hochschullehrer an der Technischen Universität München.

## Leben
Markus Krane absolvierte sein Medizinstudium an der Heinrich-Heine Universität Düsseldorf und an der Ludwig-Maximilians-Universität München. Seine Dissertation zum Thema „Effekt einer optimierten pulsatilen Perfusion an der Herz-Lungenmaschine“ verfasste er 2007 an der Technischen Universität München mit Summa cum laude. Nach seiner Approbation begann er seine Ausbildung 2005 als Assistenzarzt in der Herzchirurgie am Deutschen Herzzentrum München unter der Leitung von Rüdiger Lange.
In den Jahren 2009 bis 2010 arbeitete er im Labor von Sean Wu im Cardiovascular Research Center (Direktor: Kenneth R. Chien) an der Harvard Medical School in Boston, wo er mittels pluripotenter Stammzellen Fragestellungen zur kardialen Regeneration und kardialen Entwicklungsbiologie bearbeitete.
Nach seiner Rückkehr nach Deutschland wurde er 2011 zum Leiter der Abteilung für Experimentelle Chirurgie des Deutschen Herzzentrums München ernannt. Unter seiner Leitung erfolgte die Gründung des Institute for Translational Cardiac Surgery „INSURE“.
Seine Habilitation und Erlangung der Venia legendi erfolgten 2013. Nach dem Abschluss seiner Facharztausbildung im Jahr 2015 wurde er zum Oberarzt und im selben Jahr zum kommissarischen stellvertretenden Direktor bzw. 2016 zum Stellvertretenden Direktor der Klinik für Herz- und Gefäßchirurgie und Leiter des Institute for Translational Cardiac Surgery „INSURE“ der Klinik für Herz- und Gefäßchirurgie am DHM ernannt. Ab 2021 war Krane in der Abteilung für Herzchirurgie der School of Medicine der Yale University tätig, wo er bis Sommer 2023 als „Associate Professor“ wirkte. Er ist weiterhin als „Assistant Professor Adjunct“ mit der Yale University assoziiert.
Im Herbst 2023 wurde Krane als Nachfolger von Rüdiger Lange zum Professor für Herzchirurgie der Technischen Universität München berufen und übernahm die Leitung der Klinik für Herz- und Gefäßchirurgie des Deutschen Herzzentrums München.

## Wissenschaftliche Schwerpunkte
Der Schwerpunkt seiner klinisch-wissenschaftlichen Arbeiten liegt im Bereich der strukturellen Herzerkrankung mit besonderem Fokus auf minimal-invasiven bzw. robotergestützten Operationstechniken, der Rekonstruktion von Herzklappen und dem Einsatz von kathetergestützten Verfahren zur Herzklappenimplantation. Die Schwerpunkte seiner grundlagenwissenschaftlichen Arbeiten liegen im molekularen Mapping, der kardialen Regeneration, der kardialen Entwicklungsbiologie und dem kardiovaskulären Biobanking.

## Mitgliedschaften
- Deutsche Gesellschaft für Thorax-, Herz- und Gefäßchirurgie
- European Association for Cardio-Thoracic Surgery
- Bundesfachgruppe Herzchirurgie des IQTIG (2019–2021)
- Deutsches Zentrum für Herz-Kreislauf-Forschung, Standort München

## Auszeichnungen
- 2008: Posterpreis der Deutschen Gesellschaft für Arterioskleroseforschung
- 2013: Nachwuchspreis Lehre Technische Universität München[5]

## Publikationen (Auswahl)
- mit J. X. Chen, M. A. Deutsch, L. Wang et al.: Inefficient reprogramming of fibroblasts into cardiomyocytes using Gata4, Mef2c, and Tbx5. In: Circ Res 2012:50-55, doi:10.1161/CIRCRESAHA.112.270264.
- mit Sophia Doll, Martina Dreßen, Philipp E. Geyer et al.: Region and cell-type resolved quantitative proteomic map of the human heart. In: Nature Communications 2017:1469, doi:10.1038/s41467-017-01747-2.
- mit Marcus-André Deutsch, Stefanie A Doppler, Harald Lahm et al.: Reactivation of the Nkx2.5 cardiac enhancer after myocardial infarction does not presage myogenesis. In: Cardiovasc Res 2018:1098-1114, doi:10.1093/cvr/cvy069.
- mit Harald Lahm, Martina Dreßen, Nicole Beck, Stefanie Doppler et al.: Myosin binding protein H-like (MYBPHL): a promising biomarker to predict atrial damage. In: Sci Rep 2019:9986, doi:10.1038/s41598-019-46123-w.
- mit Johannes Boehm, Anatol Prinzing, Johannes Ziegelmueller et al.: Excellent Hemodynamic Performance after Aortic Valve Neocuspidization Using Autologous Pericardium. In: Ann Thorac Surg 2021:126-133, doi:10.1016/j.athoracsur.2020.04.108.
- mit Harald Lahm, Meiwen Jia, Martina Dreßen, Felix Wirth, Nazan Puluca, Ralf Gilsbach, Bernard D Keavney et al.: Congenital heart disease risk loci identified by genome-wide association study in European patients. In: J Clin Invest 2021; 141837, doi:10.1172/JCI141837.
- mit Martina Dreßen, Gianluca Santamaria, Ilaria My, Christine M. Schneider, Tatjana Dorn, Svenja Laune et al.: Sequential Defects in Cardiac Lineage Commitment and Maturation Cause Hypoplastic Left Heart Syndrome. In: Circulation 2021; 144(17):1409-1428, doi:10.1161/CIRCULATIONAHA.121.056198.
- mit Palgit S. Kogan, Felix Wirth, Archana Tomar, Jonatan Darr, Raffaele Teperino et al.: Uncovering the molecular identity of cardiosphere-derived cells (CDCs) by single-cell RNA sequencing. In: Basic Res Cardiol 2022; 117(1):11, doi:10.1007/s00395-022-00913-y.
- mit Jan Gehlen, Anja Stundl, Radoslaw Debiec, Federica Fontana, Dinara Sharipova et al.: Elucidation of the genetic causes of bicuspid aortic valve disease. In: Cardiovasc Res. 2023; 119(3):857-866, doi:10.1093/cvr/cvac099.
- mit James S Gammie, Michael W A Chu, Volkmar Falk, Jessica R Overbey, Alan J Moskowitz, Marc Gillinov, Michael J Mack, Pierre Voisine et al.: Concomitant Tricuspid Repair in Patients with Degenerative Mitral Regurgitation. In: New England Journal of Medicine 2022; 386(4):327-339, doi:10.1056/NEJMoa2115961.